# Andoain
Andoain − miasto w Hiszpanii, we wspólnocie autonomicznej Kraj Basków. W 2007 liczyło 14 215 mieszkańców.